# Jouni Hynynen

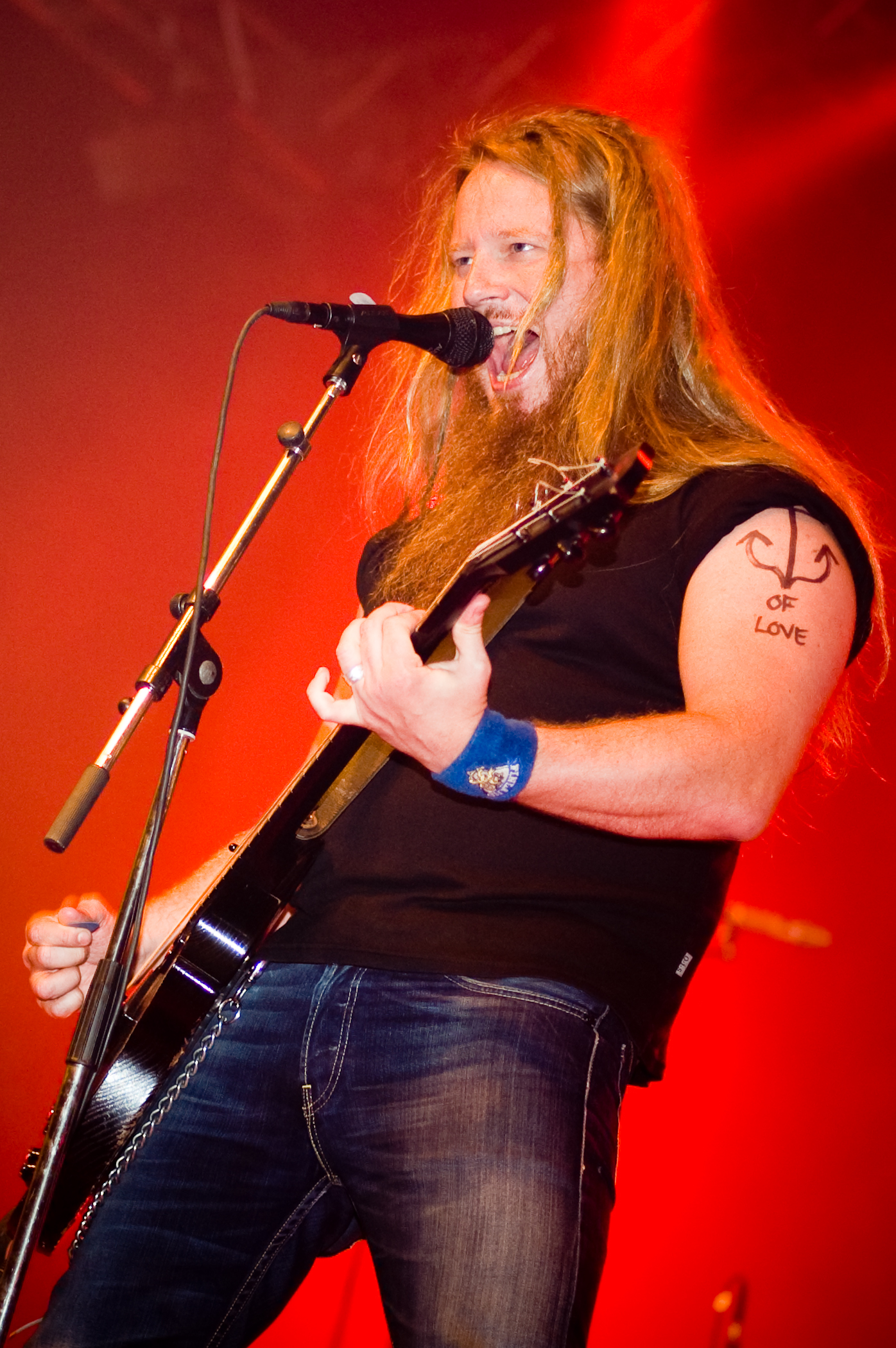
Jouni Hynynen en 2008.

Jouni Kalervo Hynynen (15 de febrero de 1970, en Joutseno, Finlandia), o Jouni Hynynen es el guitarrista y vocalista del grupo Kotiteollisuus, una banda finlandesa de heavy metal. También escribe la música de la banda, junto con sus compañeros de banda, y contribuye a la mayoría de las letras. También ha escrito libros, organizó un reality show llamado Äijät (‘Los hombres’), con Jone Nikula y ha sido columnista de periódicos.
Es conocido por sus letras desesperadas y oscuras, su apariencia extraordinaria y actitud y su sentido del humor, que puede verse, por ejemplo, en SORI NO!, donde Hynynen es el "editor especial en jefe". Hynynen, junto con sus compañeros de Kotiteollisuus, Hongisto y Sinkkonen, Antti "Hyrde" Hyyrynen de Stam1na, su hermano Janne (ex-Mokoma) y Kaarle de Viikate utilizaron la revista para burlarse de la prensa sensacionalista, entre otras cosas.
Hynynen vive actualmente en Lappeenranta con su esposa e hijo. También ha estado en una banda llamada Pronssinen Pokaali durante el período 1995-2000. También ha hecho varias apariciones, por ejemplo en Nightwish (en el álbum Once) y en Viikate (en los álbumes luovan synkin Vuoden y Unholan Urut).